# Cleavon Little

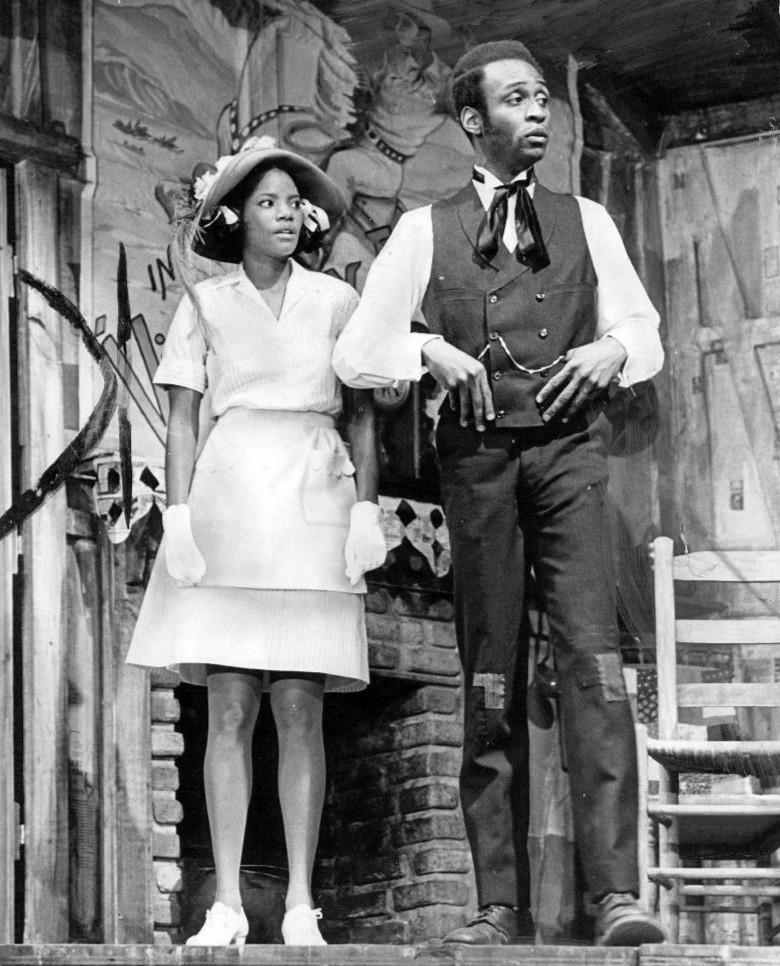
Melba Moore och Cleavon Little i musikalen Purlie (1970).

Cleavon Jake Little, född 1 juni 1939 i Chickasha, Oklahoma, död 22 oktober 1992 i Sherman Oaks, Kalifornien, var en amerikansk skådespelare. Han medverkade bland annat i Det våras för sheriffen där han spelade Sheriff Bart. Han medverkade även i Toy Soldiers.
Little avled i tjocktarmscancer vid 53 års ålder.

## Filmografi i urval
- 1971 - Jakten mot nollpunkten
- 1974 - Det våras för sheriffen
- 1971-1975 - The Waltons
- 1977 - Dödsjakten på racerbanan
- 1979 - Galen i stålar
- 1980 - Kärlek ombord
- 1980 - Fantasy Island
- 1987 - Alf
- 1989 - Fletch är tillbaka
- 1989-1991 - MacGyver
- 1990 - En röst i natten
- 1990-1991 - Bagdad Cafe
- 1991 – Skilda världar (TV-film)
- 1992 - Röster från andra sidan graven